# Бах, Дэвид
Дэвид Бах (англ. David Bach; род. 19 ноября 1966, Окленд, Калифорния, США) — американский финансовый писатель, телеведущий, мотивационный оратор, предприниматель и основатель FinishRich.com. Наиболее известен своими сериями книг Finish Rich Book и Automatic Millionaire из серии мотивационных финансовых книг под брендом Finish Rich. 

## Творчество
С 1998 года написал 13 книг, общий тираж которых достиг более семи миллионов экземпляров.
11 книг Баха стали национальными бестселлерами, включая девять последовательных бестселлеров New York Times, две из которых были последовательными бестселлерами № 1 New York Times (The Automatic Millionaire и Start Late, Finish Rich). Четыре книги Баха Smart Women Finish Rich, Smart Couples Finish Rich, The Automatic Millionaire и The Finish Rich Workbook одновременно появились в списках бестселлеров Wall Street Journal, BusinessWeek и USA Today. 11 книг Баха были опубликованы в Random House (Broadway Books).
1-я книга Баха, «Умные женщины становятся богатыми», была опубликована в 1998 году и в течение десятилетия оставалась в списках бестселлеров. 
Его 12-я книга, «Освободись от долгов на всю жизнь», (2011) была опубликована в 2011 году и одновременно появилась в списках бестселлеров Crown Business Books, New York Times, Wall Street Journal и USA Today.
Бах регулярно появлялся на телевидении, раздавая свои финансовые советы с 1994 года. Его первое появление на телевидении состоялось в Сан-Франциско на местном кабельном канале BayTV, где он был «Доктором денег» и отвечал на личные финансовые вопросы.
Являлся постоянным автором The Today Show, появляясь еженедельно в Money 911 Segments. 
Также работал в CNN American Morning, CNBC, Fox Business, ABC Good Money и The Oprah Winfrey Show. 
Появлялся на шоу Опры Уинфри более шести раз, включая шоу «Как стать автоматическим миллионером» (2004), «Как стать автоматической парой-миллионером» (2004) и «Серия «Диета Опры» (2006). Бах появлялся на шоу The Early Show на CBS, Weekend Today на NBC, Larry King Live на CNN, Live with Regis and Kelly на ABC и The View на ABC.
Бах написал, спродюсировал и провел два специальных выпуска общественного телевидения, Smart Women Finish Rich и The Automatic Millionaire, которые транслировались по всей стране. Smart Women Finish Rich был спродюсирован Connecticut Public Television (1998) и The Automatic Millionaire на Chicago Public Television (2006). 
Вёл два радиошоу, Finish Rich with David Bach (Sirius Satellite Radio) и The Finish Rich Minute (Westwood One).

### Эффект латте
В своей книге «Миллионер — автоматически» (The Automatic Millionaire, 2005) описал «эффект латте». В качестве примера привёл  историю девушки, которая призналась, что уровень её доходов и расходов не позволяют ей откладывать сбережения. Автор в ответ предложил ей составить список её обычных ежедневных расходов, в результате чего было установлено, что девушка имеет обыкновение каждый день тратить примерно 11 долларов на чашку кофе, шоколад, сок и т. п. Путём простых математических расчётов Бах установил, что если бы она отказалась от части этих покупок и откладывала каждый день по 5 долларов, через месяц девушка смогла бы сэкономить 150 долларов, а позднее, если бы она продолжила откладывать эту сумму и инвестировать сэкономленные средства по ставке 10 % годовых, то через 40 лет она смогла бы иметь уже почти миллион долларов.
«Эффект латте» демонстрирует, что даже самые незначительные суммы, которые человек инвестирует сегодня, со временем могут стать очень существенными сбережениями.

### Авторство
- Smart Women Finish Rich (1999).
- Smart Couples Finish Rich (2001).
- The Finish Rich Workbook (2003).
- The Finish Rich Dictionary (2003).
- The Automatic Millionaire (2005).
- The Automatic Millionaire Workbook (2005).
- Start Late, Finish Rich (2006).
- The Automatic Millionaire Homeowner (2005).
- Go Green, Live Rich (2008).
- Fight For Your Money (2009).
- Start Over, Finish Rich (2010).
- Debt Free For Life (2011).
- The Latte Factor (2019).

#### Издания на русском языке
- Бах Д. Миллионер ― автоматически. — М.: Попурри, 2006.